# Pädologie
Pädologie ist die Lehre von der Entwicklung und dem Wachstum des Kindes. Der Begriff wird heute eher selten verwendet und durch den der Kinder- und Jugendmedizin (siehe Pädiatrie) ersetzt. – Die wissenschaftliche Bodenkunde heißt Pedologie.